# Obereopsis subannulicornis
Obereopsis subannulicornis är en skalbaggsart som beskrevs av Stefan von Breuning 1968. Obereopsis subannulicornis ingår i släktet Obereopsis och familjen långhorningar.
Artens utbredningsområde är Laos. Inga underarter finns listade i Catalogue of Life.